# 타피오 시필래
타피오 올라비 시필래(핀란드어: Tapio Olavi Sipilä, 1958년 11월 26일~)는 핀란드의 전직 레슬링 선수이다. 1984년 하계 올림픽 그레코로만형 라이트급 은메달과 1988년 하계 올림픽 그레코로만형 라이트급 동메달을 획득했으며 세계 선수권 대회에서 금메달 1개, 은메달 2개,  유럽 선수권 대회에서 동메달 4개를 획득했다.